# Filip Arabul
Marcus Iulius Philippus (n. 204 d.Hr., Shahba⁠(d), Guvernoratul As-Suwayda, Siria – d. 249 d.Hr., Verona, Imperiul Roman), cunoscut ca Philippus Arabs („Filip Arabul”), după originea familiei sale, a fost împărat roman între anii 244 - 249.

## Origini
Filip s-a născut la Shahba, la 87 km de Damasc, în provincia romană Siria. El era fiul lui Iulius Marinus, cetățean roman. Este probabil ca Filip să se fi tras din tribul arab creștinat al ghassanizilor, precum și din șeicul Uthaina, un militar din Imperiul Roman.
Numele mamei lui Filip este necunoscut, dar este amintit un frate, Gaius Iulius Priscus, pretorian din timpul împăratului Gordian al III-lea (238 - 244). În 234, Filip s-a căsătorit cu Marcia Otacilia Severa, fiica unui guvernator roman. Ei au avut doi copii: un fiu numit Marcus Iulius Philippus Severus (Filip II Junior), și o fiică, Iulia Severa, a cărei existență nu este sigură.

## Carieră politică și domnie
În 243, în urma morții lui Timesitheus, prefectul pretorienilor, în campania împotriva perșilor, împăratul Gordian al III-lea l-a ridicat pe Filip Arabul la funcția de prefect al gărzii pretorienilor. Acest titlu i-a conferit lui Filip puterea de a stăpâni lumea romană prin intermediul micului împărat. Gordian III a murit în 244, după o bătălie pe Eufrat. Unele surse îl arată pe Filip ca asasin, dar altele spun că Gordian a murit în bătălie. Oricum, Filip Arabul a devenit împărat. El a făcut pace cu perșii, dându-le teritorii din Mesopotamia și plătindu-le 500.000 de denari. El a pornit repede spre Roma, ca să fie confirmat de Senat, iar trupele din est le-a lăsat sub comanda fratelui său, Gaius Priscus. Fiul lui Filip a fost ridicat la rangul de Caesar, primind numele de Filip II Junior.
Domnia lui Filip începe cu respingerea germanicilor care atacau Pannonia și a goților care invadează Moesia. Ei au fost înfrânți în 248, dar legiunile, nemulțumite, l-au declarat împărat pe Tiberius Claudius Pacatianus. Revolta a fost învinsă de Decius, care a devenit guvernator în Moesia. Altă tentativă de preluare a puterii a fost în Siria, de către Marcus Iotapianus (tot în 248). Silbannacus a fost alt uzurpator din timpul domniei lui Filip Arabul. În urma luptelor grele purtate la Dunărea de Jos (245-247), Filip a respins cea mai puternică invazie a carpilor; el adoptă titlul triumfal Carpicus Maximus.
În aprilie 248, Filip a avut onoarea de a celebra 1000 de ani de la nașterea Romei. Cu această ocazie, sunt organizate și Jocurile seculare. În arene, peste 1.000 de gladiatori au fost uciși, împreună cu animale precum leoparzi, lei, hipopotami, girafe și un rinocer. În literatură, Asinius Quadratus a scris cartea Istoria unor o mie de ani, special pregătită pentru aniversare.
Decius, guvernatorul Moesiei, a fost proclamat împărat pe Dunăre de către armată, în vara lui 249. Filip s-a dus să-l întâlnească pe uzurpator la Verona. El ori a murit în bătălie, ori a fost asasinat de gărzile sale de corp. Când vestea succesului lui Decius a ajuns la Roma, Filip II Junior, fiul lui Filip Arabul, împreună cu familia sa, au fost uciși. Decius a fost recunoscut ca împărat.

### Credințe religioase
Istoricul Eusebius din Caezareea a scris că Filip Arabul a fost primul împărat creștin. De fapt, Constantin cel Mare a fost primul împărat roman care s-a botezat. Filip a fost doar tolerant față de creștini, religia politeistă rămânând religia oficială de stat. Sfântul Quirinus al Romei, a fost, după o legendă, fiul lui Filip Arabul.